# Gothisches Haus

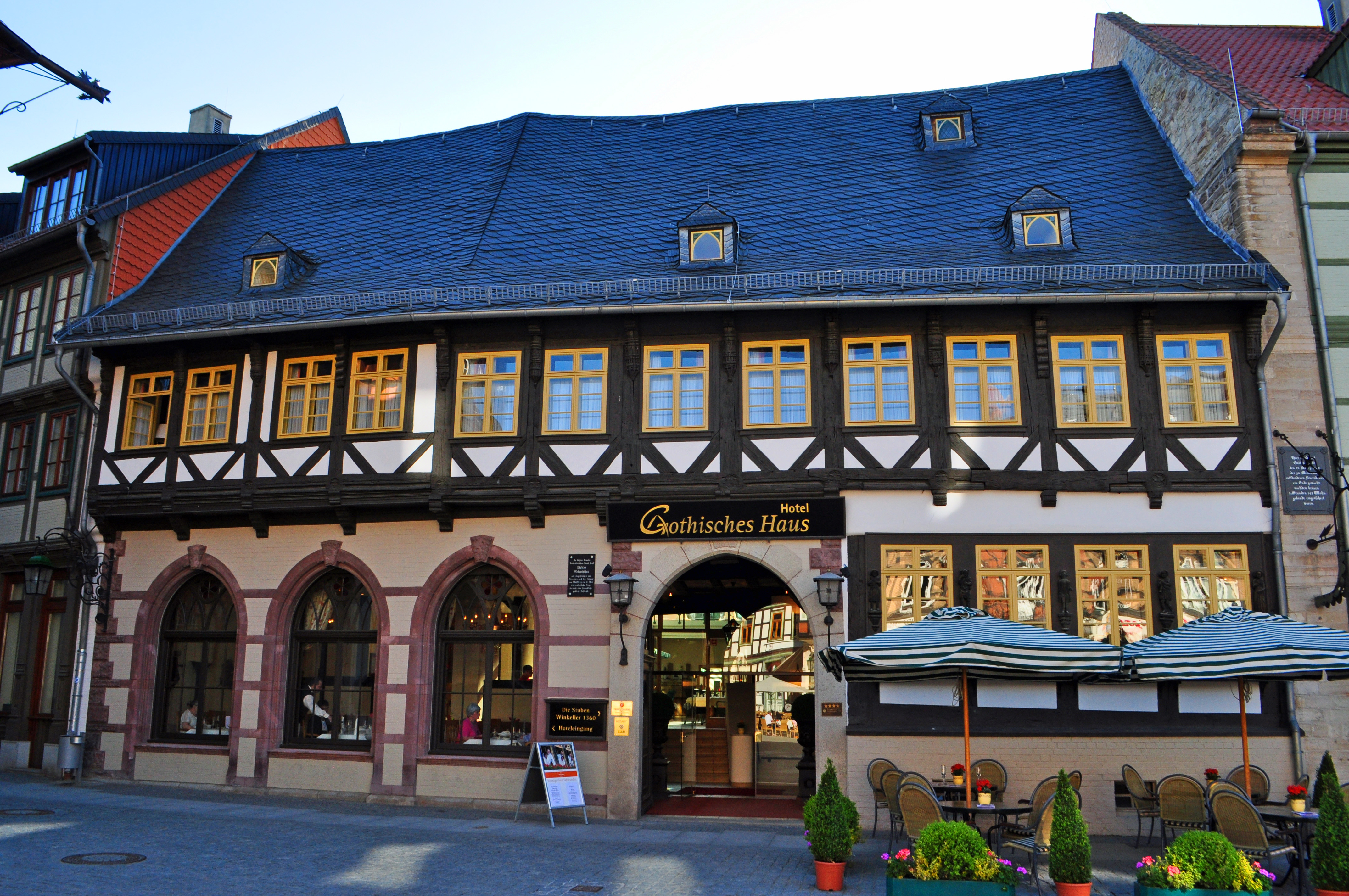
Gothisches Haus (2013)

Das Gothische Haus ist ein denkmalgeschütztes Haus in der Stadt Wernigerode im Landkreis Harz in Sachsen-Anhalt. Es ist Teil des gleichnamigen Hotels mit Restaurant.

## Lage
Es befindet sich auf der Westseite des Marktes der Stadt an der Adresse Marktplatz 2 direkt neben dem Rathaus. Am Haus beginnt der Klint, der in südlicher Richtung zum Oberpfarrkirchhof führt.

## Architektur und Geschichte

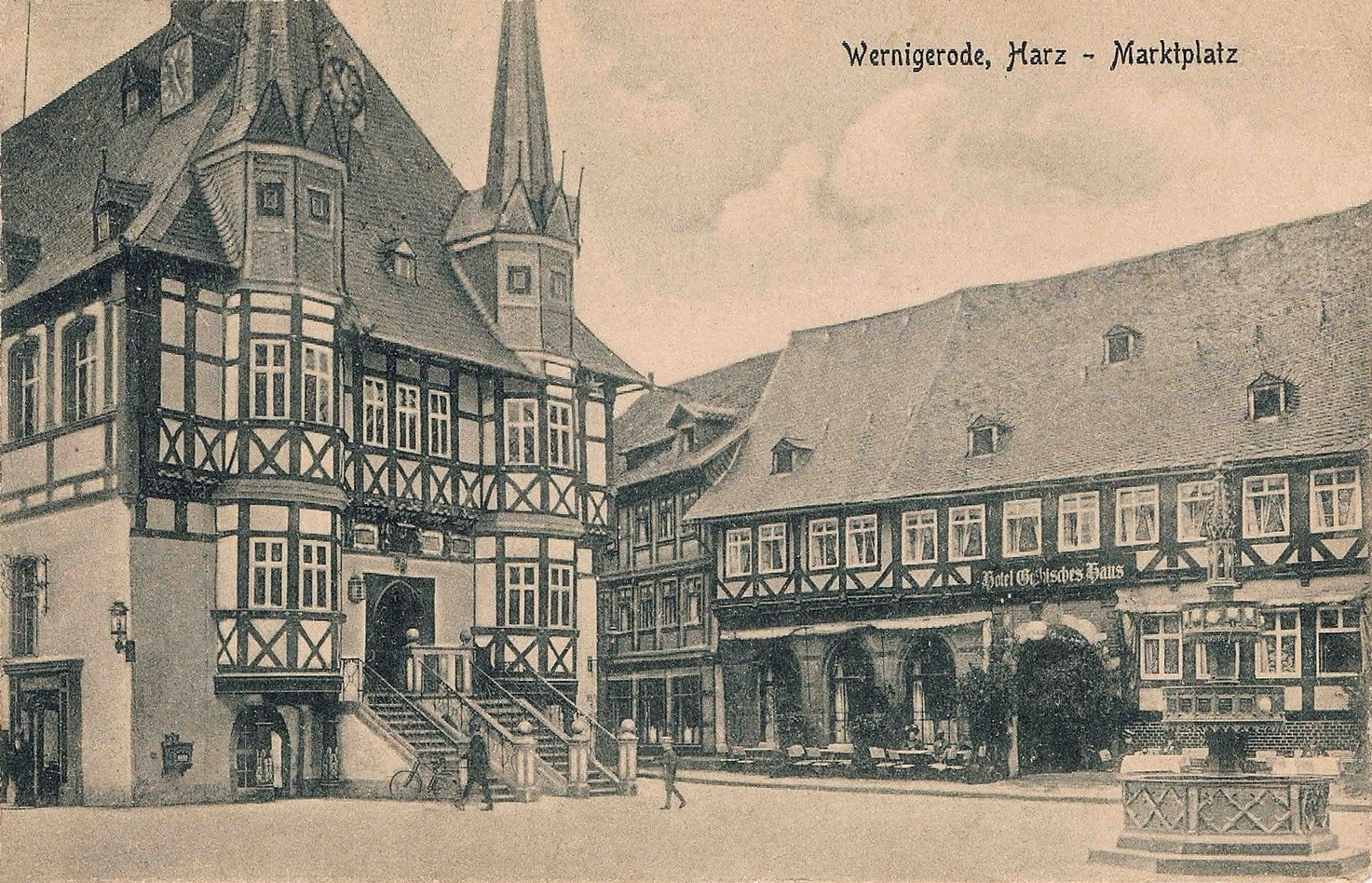
Rathaus und Gothisches Haus (1910–1920)

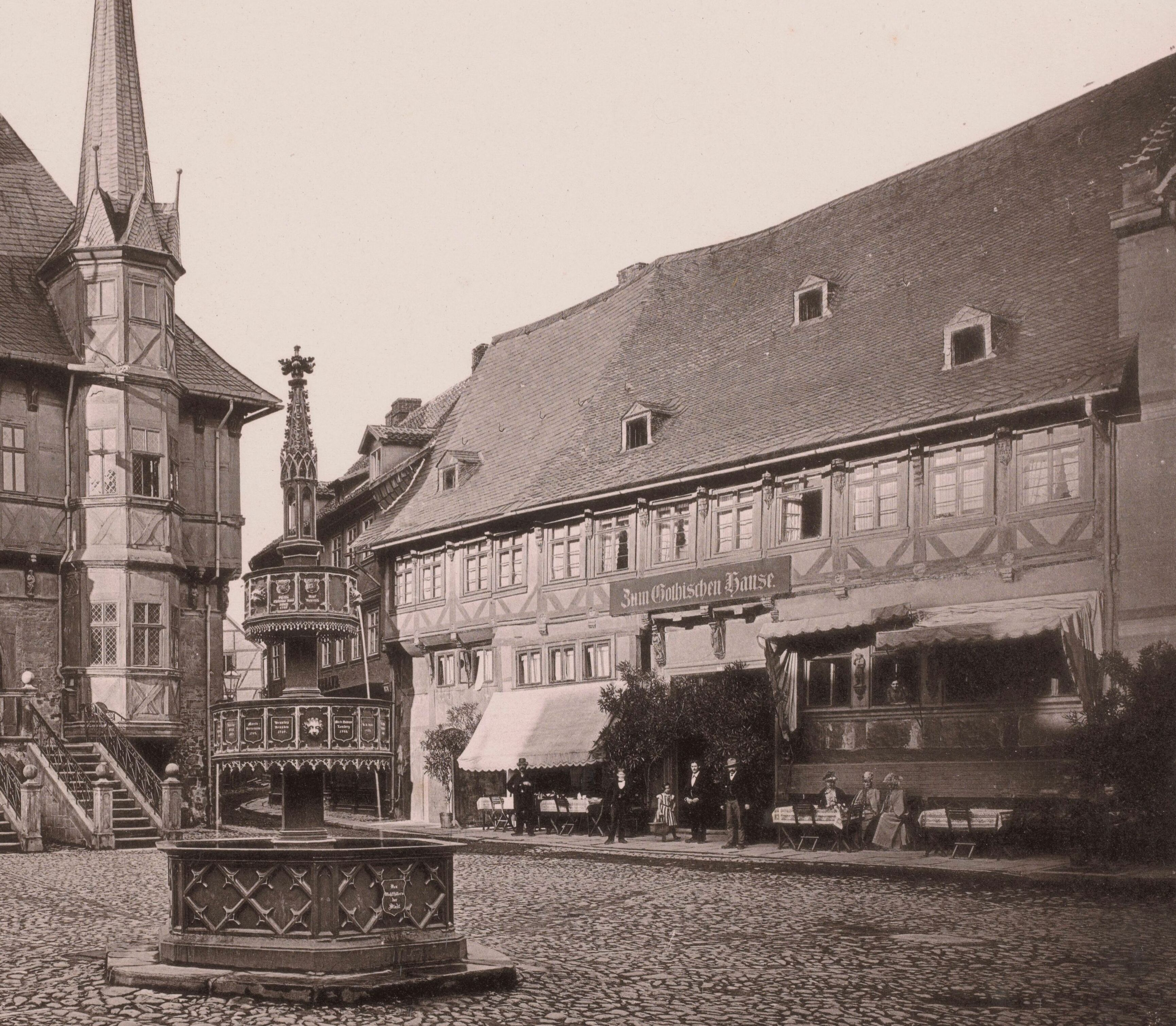
Zum Gothischen Hause (1892)

Das Gebäude ist zweigeschossig und verfügt über ein verschiefertes Satteldach mit vier kleinen Dachgauben. Das Erdgeschoss des Gebäudes besteht aus Naturstein mit drei großen neugotischen Fenstern links und vier kleinen Fenstern rechts des Eingangsportales, das Obergeschoss aus überkragtem funktionellem Fachwerk, das auf der gesamten Breite mit Fenstern ausgefüllt ist. Rechts am Gebäude schließt sich eine breite Brandmauer an.
Die erste urkundliche Erwähnung für ein Haus an dieser Stelle findet sich im Zinsregister des Klosters Drübeck, in dem 1360 eine Einnahme „uth dem groten Huse op deme Markede an dem spelhuse“ (aus dem großen Haus auf dem Markt an dem Spielhaus) verzeichnet ist. 1425 wird im Zinsregister Curd Kramer als Besitzer erwähnt, 1430 kaufte Heinrich Adenbüttel das Haus. 1481 vermietete Adenbüttel seinen Weinkeller für drei rheinische Gulden an den Rat der Stadt. („belegen tho Wernigerode op dem Markede an dem Winkeller tegen dem rathus dry rinsche Gulden jarliker renthe“) In der Zeit darauf wurde das Gebäude um die Jahre 1494/1498 neu errichtet. Aus dieser Zeit stammen auch vier der Figuren, die an der Fassade der rechten Gebäudehälfte angebracht waren.
1528 gab es einen großen Stadtbrand, der das Rathaus zerstörte und das Gothische Haus verschonte. Auf der Suche nach einem neuen Gebäude für das Rathaus wurde 1538 ein Vertrag mit dem Eigentümer und Stiftsherr Johann Adenbüttel geschlossen. Der Rat der Stadt hatte schon mit den Abbrucharbeiten des Hauses und der Freilegung des Fachwerkes begonnen, als der Umbaubeschluss des Rates Ende des Jahres geändert wurde. Stattdessen baute man nun das Haus der Familie Schierstedt am Klint zum Rathaus um. Als Bauruine verkaufte die Stadt 1540 das Haus an den gräflich-stolbergischen Rat Wilhelm Curio von Reifenstein, der es wieder herrichten ließ. 1545 bezog Reifenstein mit seiner Frau das Wohnhaus. Dieser gewährte seinem Freund Philipp Melanchthon nach der Schlacht bei Mühlberg ab dem 17. Mai 1547 Zuflucht in seinem Haus, woran eine Gedenktafel neben dem Eingang erinnert.
1545 wurde hinter dem Haus ein Flügel im Renaissancestil angefügt, der an der Vorderseite mit geschnitzten Balkenköpfen, Saumschwellen und mit Sonnen-, Rad- bzw. Fächerförmigen Verzierungen der Füllungen versehen war. Bis ca. 1854 waren auch geschnitzte Wandbekleidungen und eine Holzdecke vorhanden, die bei der Entfernung und Übergabe an den Grafen zu Stolberg auf dem Schloss Wernigerode in zwei Zimmern verarbeitet wurden.
Danach wechselten die Besitzer des Hauses mehrfach. Noch 1847 wurde das Gebäude abermals von einem Stadtbrand verschont, an den eine Gedenktafel an der Brandmauer erinnert. 1848 kaufte der Brauer Samuel Gottfried Erxleben das Gebäude, der im gleichen Jahr eine Gastwirtschaft eröffnete. In einer Zeitungsanzeige veröffentlichte er am 27. November 1848 eine Anzeige mit folgendem Text:

„Einem geehrten hiesigen und auswärtigen Publikum die ergebene Anzeige, daß vom 1. December d. J. ab alle Freitage wieder frisches Bitterbier und alle Dienstage frischer Broyhan und binnen Kurzem auch gutes Bairisch Bier in meiner Brauerei zu haben ist. - Ich werde mich bemühen, das mir früher in so reichlichem Maaße geschenkte Zutrauen durch reelle Bedienung auch jetzt wieder zu erwerben. Zugleich erlaube ich mir noch zu bemerken, daß ich unter heutigem Dato die Schenk- und Gastwirtschaft „Zum Gothischen Hause“ am Markt eröffnet habe und zu jeder Zeit mit kalten und warmen Speisen und Getränken aufwarten kann; es wird stets mein eifrigstes Bestreben sein, die mich beehrenden Gäste zur Zufriedenheit zu bedienen. Wernigerode, den 26. November 1848“

Die Namensgebung Gothisches Haus ist nicht an den Baustil der Gotik angelehnt, sondern bezieht sich auf die damalige Schreibweise gothisch, die sprachlich für „mittelalterlich“ bzw. „altdeutsch“ stand.
Ab Eröffnung wurde durchgängig eine Gastwirtschaft betrieben, wenn auch die Besitzer mehrfach wechselten. 1869 kaufte Wilhelm Fricke das Gothische Haus, das nach seinem Tod 1876 von seiner Witwe Anna Fricke und später dem Sohn Wilhelm Fricke weitergeführt wurde. 1894 wurde das Hotel um das Haus Markt 3 und 1897 um das Haus Klint 6 erweitert, dabei stieg die Anzahl der vermieteten Zimmer.
1897 erfolgte ein Umbau und die Vergrößerung des Gastraumes, bei dem in der linken Gebäudehälfte die neugotischen Fenster in die Fassade eingefügt wurden und das Eingangsportal einen Rundbogen erhielt. Die ursprünglich vorhandenen drei geschnitzten Knaggenfiguren über dem Eingang wurden dabei entfernt. Die Heiligenfiguren des St. Christophorus und St. Georg wurden im Gastraum angebracht, während die Figur des Apostels Jakobus im Harzmuseum aufbewahrt wurde. Im März 2017 erwarb das Harzmuseum mit Unterstützung von Stiftungen alle drei Knaggenfiguren, die zuvor von 1989 bis 2015 schon als Leihgabe im Museum zu sehen waren. Bei dem Umbau wurden zwei Gedenktafeln am Haus angebracht, die an den Besuch Melanchthons 1547 und den Stadtbrand von 1847 erinnern.
1937 wurde der Gastraum umgestaltet und an den Geschmack der Zeit angepasst. Familie Fricke betrieb das Haus durch den Zweiten Weltkrieg hindurch und verpachtete es dann an Wilhelm Krebs. Das Hotel blieb in Familienbesitz bis zum Verkauf 1965 an die staatliche Handelsorganisation der DDR, die es weiter als HO-Hotel und Gaststätte betrieb. Im Jahr 1986 musste es wegen des schlechten Zustandes der gastronomischen Einrichtungen und der Baufälligkeit des Gebäudes schließen.
1988 kaufte die Generaldirektion des VEB Reisebüro der DDR das Haus und erteilte 1989 den Auftrag zum Neubau mit Rekonstruktion an die Baufirma Porr International AG aus Wien. Im August 1989 begann der Abriss des Gebäudebestandes links zum Klint und rechts bis zur Westernstraße, das Gothische Haus verblieb als einziges Gebäude. Am 11. Mai 1990 fand im Beisein von Horst Dannat und Ernst August von Hannover als Aufsichtsratsvorsitzenden der Porr AG die Grundsteinlegung statt. Im Juni 1990 gründeten die Hotels der Reisebüros der DDR die Travel Hotel GmbH, deren Gesellschafter zu 100 % die Treuhandanstalt war. Nach der Wendezeit musste die Bauplanung an die neuen Gegebenheiten angepasst werden, da zuvor der Umbau zu einem „Devisenhotel“ geplant war. Nach einem Baustopp wurde in den Planungen die Anzahl der Hotelzimmer erhöht und die Zahl der Restaurantplätze reduziert. Die Alte Münze am Oberpfarrkirchhof wurde zur Pension Nonnenhof statt zum Verwaltungsgebäude des Gothischen Hauses.

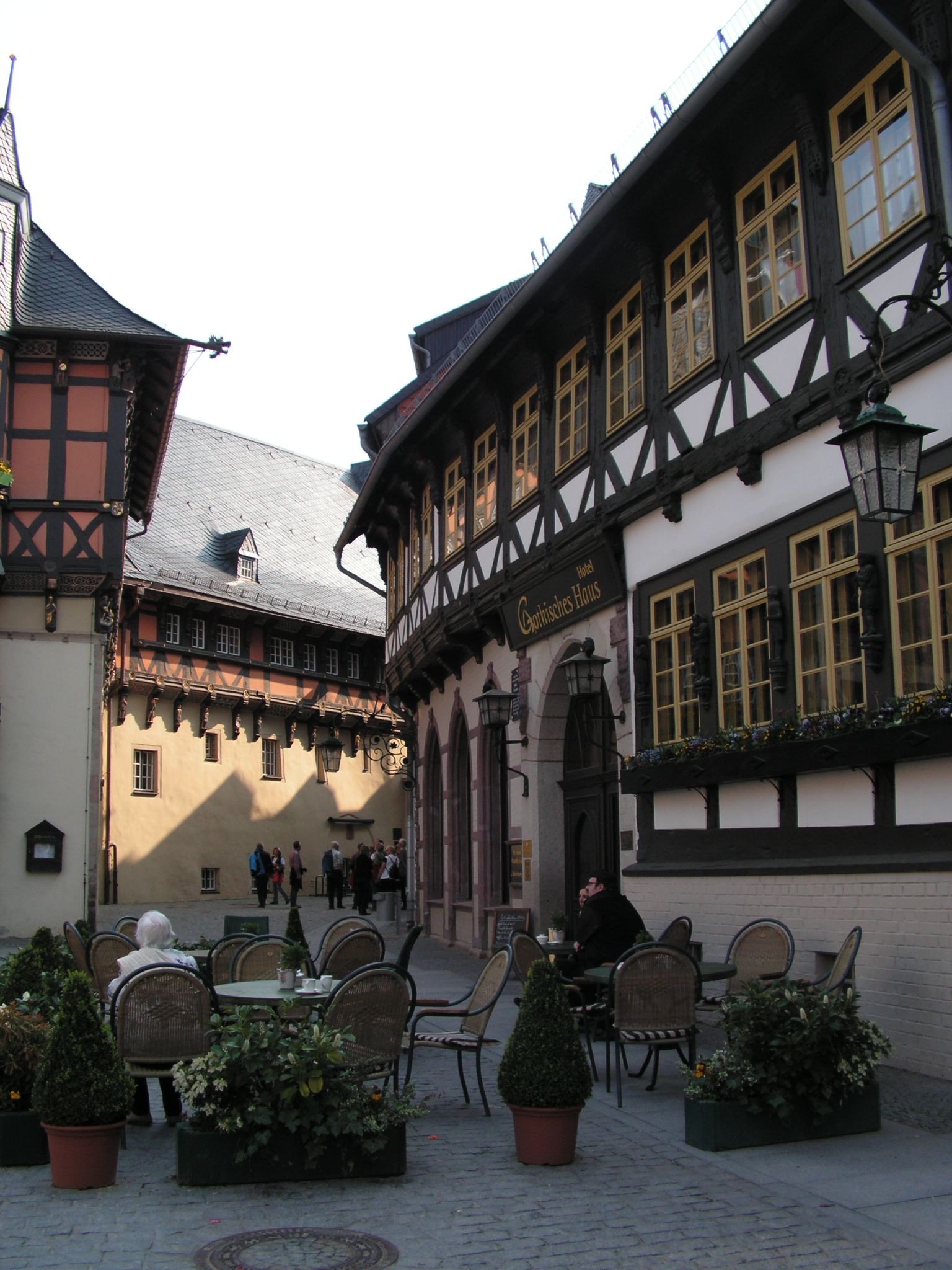
Gothisches Haus Wernigerode

Während der Rekonstruktion des Gothischen Hauses, die unter Aufsicht des Landesamts für Denkmalpflege aus Halle stattfand, wurden die fünf verbliebenen Holzfiguren an der rechten Fassade durch Nachbildungen ersetzt, während die Originale im Inneren eines Saales Verwendung fanden. Vier der Figuren stammen aus der Zeit um 1480, eine fünfte aus dem Jahr 1854. Es handelt sich bei den Figuren um einen Dudelsackspieler, einen Lautenspieler, einen Flötenspieler, einen Mann mit Zepter und eine Frau mit Apfel. Die dahinter befindliche Bohlenstube wurde denkmalgerecht restauriert und entspricht dem Originalzustand. Die historische Renaissance-Fassade, die sich zuvor im Hof befand, wurde in den Quedlinburger Werkstätten für Denkmalpflege restauriert und im Wintergarten des Restaurants aufgehängt. Die Zimmer über dem Restaurant sind im historischen Stil restauriert worden und der historische Weinkeller dient heute als Gewölbekeller für kleinere Gesellschaften. Alle restlichen Gebäudeteile des neuen Hotels bestehen aus Betonguss, der im Sichtbereich vom Marktplatz und der Westernstraße mit Fachwerk verblendet ist.
Im Juli 1991 wurde Richtfest gefeiert und im Dezember das Hotel und Restaurant eröffnet. Betrieben wird es von der Travel Charme Hotel GmbH aus Berlin. Das Restaurant Gaststuben Gothisches Haus trägt seinen Namen, weil es aus mehreren, teils historischen Gasträumen besteht: Hexenstube, Ritterstube und Bohlenstube, dazu gehört auch ein Wintergarten.
In der Liste der Kulturdenkmale ist das Gothische Haus als Baudenkmal mit der Erfassungsnummer 094 03340 verzeichnet.